# 拉沙佩勒苏布朗雄
拉沙佩勒苏布朗雄（法語：La Chapelle-sous-Brancion，法語發音：[la ʃapɛl su bʁɑ̃sjɔ̃]）是法国索恩-卢瓦尔省的一个市镇，属于马孔区。

## 地理
拉沙佩勒苏布朗雄（46°33'43"N, 4°47'52"E）面积9.94 平方千米，位于法国勃艮第-弗朗什-孔泰大區索恩-卢瓦尔省，该省份为法国中部省份，北起顺时针与科多尔省、汝拉省、安省、罗讷省、卢瓦尔省、阿列省和涅夫勒省接壤。
与拉沙佩勒苏布朗雄接壤的市镇（或旧市镇、城区）包括：埃特里尼、沙派兹、芒塞、马尔塔伊莱布朗雄。

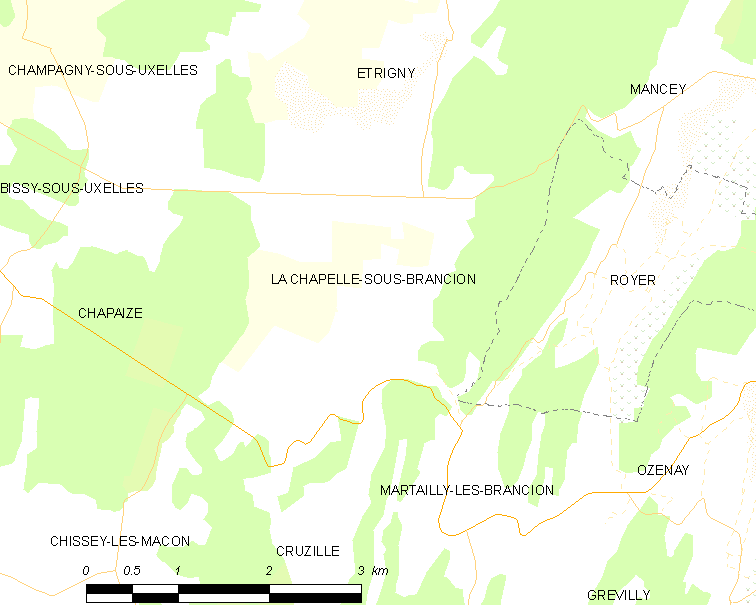
拉沙佩勒苏布朗雄的OSM定位图

拉沙佩勒苏布朗雄的时区为UTC+01:00、UTC+02:00（夏令时）。

## 行政
拉沙佩勒苏布朗雄的邮政编码为71700，INSEE市镇编码为71094。

## 政治
拉沙佩勒苏布朗雄所属的省级选区为图尔尼县。

## 人口

1962-2008年间拉沙佩勒苏布朗雄人口变化图示

拉沙佩勒苏布朗雄于2022年1月1日时的人口数量为142人。